# Henri Squire
Henri Squire (ur. 27 września 2000 w Duisburgu) – niemiecki tenisista, finalista juniorskiego Australian Open w grze podwójnej.

## Kariera tenisowa
W 2018 roku, startując w parze z Rudolfem Mollekerem awansował do finału juniorskiego Australian Open. Wówczas niemiecka para przegrała z duetem Hugo Gaston-Clément Tabur.
Najwyżej sklasyfikowany w rankingu gry pojedynczej był na 562. miejscu (1 listopada 2021), a w klasyfikacji gry podwójnej na 1094. pozycji (13 września 2021).

### Finały juniorskich turniejów wielkoszlemowych w grze podwójnej (0–1)
| Końcowy wynik | Nr | Data             | Turniej                    | Nawierzchnia | Partner         | Przeciwnicy               | Wynik finału |
| ------------- | -- | ---------------- | -------------------------- | ------------ | --------------- | ------------------------- | ------------ |
| Finalista     | 1. | 27 stycznia 2018 | Australian Open, Melbourne | Twarda       | Rudolf Molleker | Hugo Gaston Clément Tabur | 2:6, 2:6     |